# Giannis Galitsios
Giannis Galitsios (griechisch Γιάννης Γκαλίτσιος, * 16. Mai 1958 in Larisa) ist ein ehemaliger griechischer Fußballspieler.
Ioannis Galitsios war Mannschaftskapitän des Fußballvereins AE Larisa, der in der Saison 1987/1988 griechischer Fußballmeister wurde und 1984/1985 den griechischen Pokal gewann.  Außerdem hat er in der griechischen Nationalmannschaft zwischen 1982 und 1984 17 Einsätze absolviert. Galitsios hat zahlreiche Ehrungen für seine sportlichen Leistungen in seiner Heimatstadt erhalten. Sein Sohn Georgios Galitsios (* 1986) ist ebenfalls Profifußballer.